# Pascal Malbeaux
Pascal Malbeaux est un footballeur français né le 16 juillet 1961 à Brest (Finistère), et mort à Strasbourg le 7 juin 2012.

## Biographie
Il évolue comme milieu de terrain, principalement au FC Rouen et aux Girondins de Bordeaux. 
Au total, il dispute 104 matchs en Division 1 et 214 matchs en Division 2.
Il meurt d'un cancer le 7 juin 2012, à l'âge de 50 ans.

## Carrière de joueur
- 1980-1981 : INF Vichy
- 1981-1985 : FC Rouen
- 1985-1986 : Girondins de Bordeaux
- 1986-1988 : Olympique d'Alès
- 1988-1990 : Le Havre AC
- 1990-1993 : US Valenciennes Anzin[3]

## Palmarès
- Vainqueur de la Coupe de France en 1986 avec les Girondins de Bordeaux
- Vice-champion de France D2 en 1982 avec le FC Rouen et en 1992 avec l'US Valenciennes-Anzin
- Vainqueur de la Coupe Gambardella en 1980 avec l'INF Vichy